# Marita Napier
Marita Napier, eigentlich Marita Jacobs, (* 16. Februar 1939 in Johannesburg; † 10. April 2004 in Kapstadt) war eine südafrikanische Opernsängerin (Sopran).

## Leben
Napier wurde in Südafrika zur Sängerin ausgebildet und kam dann nach Deutschland an die Musikhochschule Detmold und anschließend zu Th. Lindenbaum nach Hamburg. Sie debütierte 1969 am Stadttheater Bielefeld als „Venus“ im Tannhäuser.
Napier sang in allen großen Opernfestivals in Europa – darunter in Bayreuth, Aix-en-Provence, Arena von Verona, München, den Wiener Festwochen und dem Maggio Musicale Fiorentino und in den führenden Opernhäusern wie diejenigen von Hamburg, München, Berlin, Wien, Mailänder Scala, Paris, Covent Garden Opera, Gran Teatre del Liceu, Teatro Colón, San Francisco und der Metropolitan Opera in New York.
Sie war verheiratet mit dem Tenor Wolfgang Assmann.

## Repertoire
| Wolfgang Amadeus Mozart: - Idomeneo – Elettra - Don Giovanni – Donna Anna - Die Zauberflöte – Zweite Dame - La clemenza di Tito – Vitellia Ludwig van Beethoven: - Leonore – Leonore - Fidelio – Leonore Carl Maria von Weber: - Der Freischütz – Agathe Richard Wagner: - Der fliegende Holländer – Senta - Tannhäuser – Venus und Elizabeth - Lohengrin – Elsa, Ortrud - Tristan und Isolde – Isolde - Die Meistersinger von Nürnberg – Eva - Das Rheingold – Freia - Die Walküre – Sieglinde, Brünnhilde, Helmwige, Gerhilde - Siegfried – Brünnhilde - Götterdämmerung – Gutrune und Brünnhilde Giuseppe Verdi: - Nabucco – Abigaille - Il trovatore – Leonora - Un ballo in maschera – Amelia - La forza del destino – Leonora - Macbeth – Lady Macbeth - Aida – Aida | Jacques Offenbach: - Hoffmanns Erzählungen – Giulietta Leoš Janáček: - Jenůfa – Jenufa Engelbert Humperdinck: - Hänsel und Gretel – Hexe und Gertrude Pietro Mascagni: - Cavalleria rusticana – Santuzza Giacomo Puccini: - Turandot – Turandot - Tosca – Tosca - La Bohème – Mimi Eugen d’Albert: - Tiefland – Marta Richard Strauss: - Ariadne auf Naxos – Ariadne - Elektra – Elektra, Chrysothemis - Die Frau ohne Schatten – Kaiserin - Feuersnot – Dimut Roelof Temmingh: - Sacred Bones – Bessy Kurt Weill: - Der Zar lässt sich fotografieren – Falsche Angele |